# Маел Рикер
Маел Рикер (Maëlle Danica Ricker) е бивша канадска сноубордистка, състезавала се в дисциплината бордъркрос.
Тя е олимпийска шампионка в бордъркроса на зимните олимпийски игри във Ванкувър през 2010 година. Освен това е световна шампионка от 2013 година и двукратна шампионка на Winter X Games (1999, 2006).
Първото и участие на олимпиада е на олимпийските игри в Нагано през 1998 година, където участва в сноуборд слалом и халфпайп състезанията. В халфпайпа се класира на пета позиция.
Налага се да пропусне олимпиадата през 2002 година заради контузия, но се завръща на олимпийските игри в Торино през 2006 година където се състезава и в дисциплината халфпайп и се класира 23-та.